# Jerzy Skolimowski
Jerzy Skolimowski, född 5 maj 1938 i Łódź, är en polsk filmregissör, manusförfattare, dramatiker och skådespelare. Han har vunnit flera priser både i Polen och internationellt, bland annat Guldbjörnen vid filmfestivalen i Berlin 1967 för filmen Starten, Grand Prix vid filmfestivalen i Cannes 1978 för filmen Skriket och Juryns stora pris vid filmfestivalen i Venedig 2010 för filmen Essential Killing.

## Filmografi i urval
- 1962 – Kniven i vattnet (manus)
- 1967 – Starten (Le Départ; manus och regi)
- 1970 – Gå på djupet (manus, regi och roll)
- 1978 – Skriket (manus och regi)
- 1982 – Svartjobb (manus, regi och roll)
- 1985 – Fyrskeppet (regi)
- 1985 – Vita nätter (roll)
- 1989 – Känsloströmmar (manus, regi och roll)
- 1996 – Mars Attacks! (roll)
- 1998 – I Los Angeles utan karta (roll)
- 2000 – Before Night Falls (roll)
- 2007 – Eastern Promises (roll)
- 2008 – Cztery noce z Anna (manus och regi)
- 2010 – Essential Killing (manus och regi)
- 2012 – The Avengers (roll)
- 2015 – 11 minut (manus och regi)
- 2022 – EO (manus och regi)